# Ocho Rios
Ocho Rios ist eine Kleinstadt im Norden von Jamaika. Die Stadt befindet sich im County Middlesex im Parish Saint Ann. Im Jahr 2010 hatte Ocho Rios 9583 Einwohner.

## Geografie
Ocho Rios liegt an einer lang gezogenen Bucht, die sich in mehrere kleine Buchten aufteilt. Am Westende der Stadt liegt die White River Bay, in der der gleichnamige Fluss mündet. Hinter einer kleinen Landzunge beginnt die Sandbeach Bay, die sehr gerade von Westen nach Osten verläuft. Die daneben liegende Mallards Bay frisst sich tiefer als die anderen Buchten ins Land. Hier befinden sich auch die meisten Hotels und der Yachthafen. Am östlichen Ende der Stadt gliedert sich die Ochriis Bay ein. Dort befinden sich auch die Dunn’s River Falls, eine der größten Touristenattraktionen der Insel. Die Stadt ist von dichtem Urwald umgeben.
Die nächsten größeren Städte sind das westlich gelegene Tower Isle und das östliche Steer Town.

## Geschichte
Die Spanier hatten den Ort Las Chorreras genannt, was sich auf das sprudelnde Wasser der nahen Dunn’s River Falls bezog. Die Briten verstanden allerdings Ochos Rios (Acht Flüsse), die hier aber gar nicht existieren.
Am 30. Oktober 1657 versuchten spanische Truppen unter Cristóbal Arnaldo Isasi in der Schlacht von Ocho Rios die Insel zu erobern. Sie war 1655 an die Englische Krone gefallen. Der Angriff wurde jedoch erfolgreich abgewehrt.
Der Ort war bis zum Anfang des 19. Jahrhunderts ein kleines Fischerdorf, bis Ocho Rios eine Anlaufstelle für Touristen, vornehmlich aus den USA und Europa wurde. In dem außerhalb der Stadt liegenden Columbus Park sind Artefakte aus der Seefahrt und spanische Kolonialbauten zu besichtigen.

## Wirtschaft und Tourismus

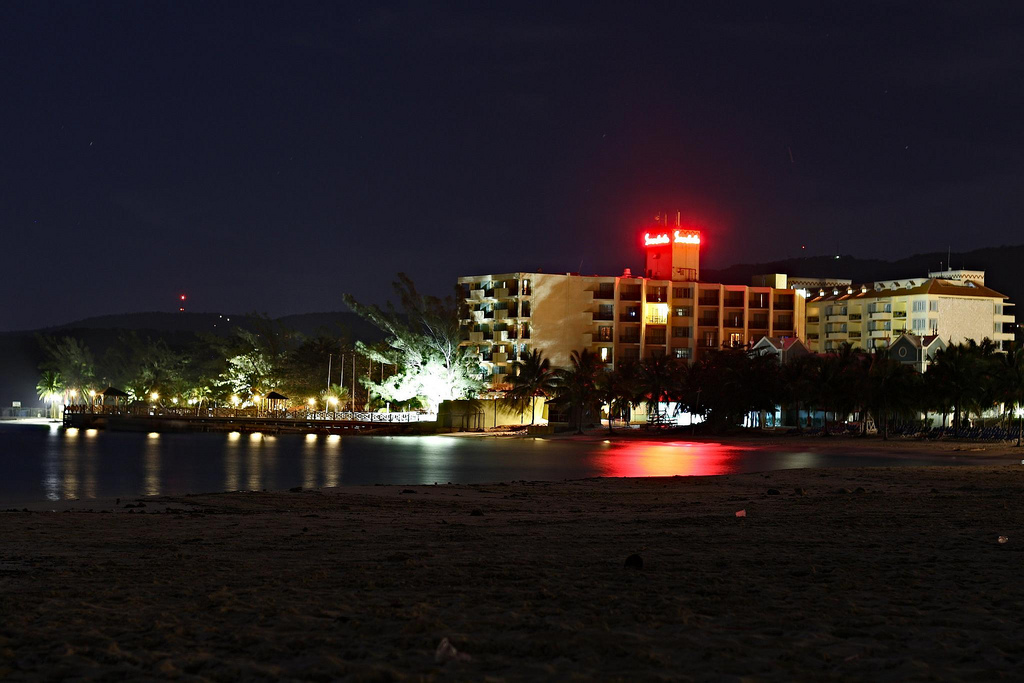
Ocho Rios bei Nacht

### Kreuzfahrttourismus
Die Bucht von Ocho Rios wird primär von Kreuzfahrtschiffen angefahren, insbesondere aufgrund der Dunn’s River Falls und anderer Touristenattraktionen, wie dem Craftmarket (Einheimische Handarbeit oder Merchandise) oder Rafting auf dem White River. Seit dem Jahr 2003 wird der Ort auch durch die Schiffe der deutschen Reederei AIDA Cruises angefahren. Jährlich besuchen mehr als 600.000 Touristen den Ort. Mehrere Shopping-Malls runden das Angebot für Touristen ab.
Im Jahr 2019 erreichte die Zahl der Kreuzfahrtschiffe in Ocho Rios mit 184 ihren bisherigen Höhepunkt. Bedingt durch die Covid-19-Pandemie, und der damit verbundenen Schließung der Kreuzfahrthäfen für mehr als ein Jahr, liefen 2020 nur 72 Kreuzfahrtschiffe Ocho Rios an, 2021 nur 31. Die Zahl der Kreuzfahrtpassagiere sank dementsprechend von 577.498 im Jahr 2019 auf 229.312 im Jahr 2020 und nur noch 48.527 im Jahr 2021.

### Musikstudios
Einige Musik-Studios haben sich in Ochi (Slang für Ocho Rios) angesiedelt, wie z. B. Prezident Brown in der James Avenue in der Nähe der alten blauen Uhr (Old Clock). Einige UB40-Alben wurden im Tonstudio im Coyaba-Park, einem Garten oberhalb von Ocho Rios produziert. Auch Mick Jagger und Keith Richards von der Band The Rolling Stones haben jeweils ein Haus in den Bergen oberhalb von Ochi. Richards Ferienhaus Point of View wurde zu Beginn der 1980er Jahr eine Zeitlang von Peter Tosh bewohnt.

## Ocho Rios in der Kunst

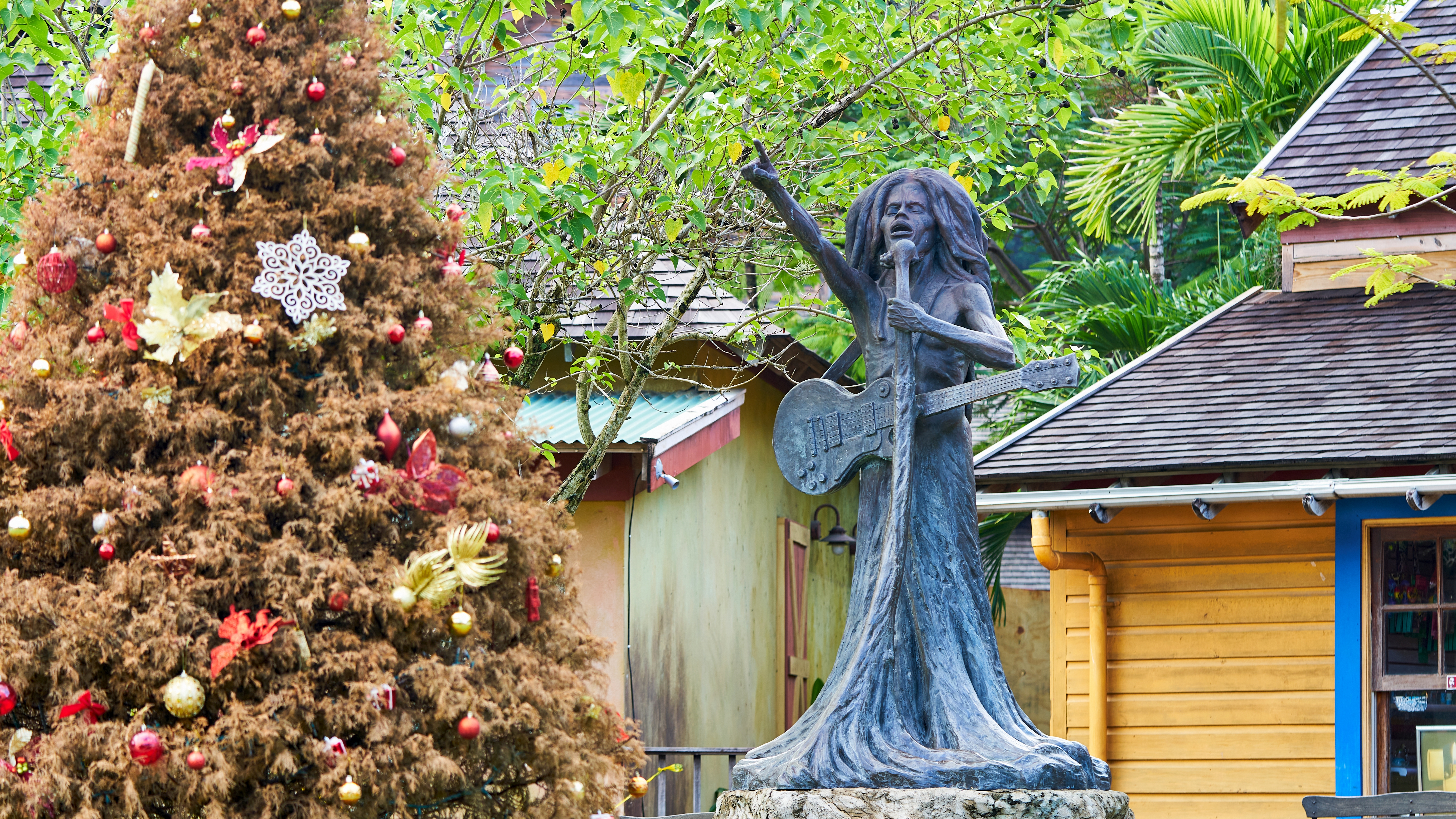
Bob-Marley-Statue von Christopher González

### Film
Ocho Rios war in dem Film James Bond – 007 jagt Dr. No der Wohnort von Miss Taro, der Freundin des Bond-Gegenspielers Dr Julius No. Auch im achten James-Bond-Film mit dem Titel Leben und sterben lassen wurde unter anderem in Ocho Rios gedreht, im Jamaica Safari Village und dem Hotel San Souci.

### Musik
Die englische Rockband 10cc widmete Ocho Rios den Song "From Rochdale To Ocho Rios".

## Söhne und Töchter
- Hardley Lewin (* 1954), JDF-Oberbefehlshaber und JCF-Police Commissioner
- Rajindra Campbell (* 1996), Kugelstoßer